# روبرتو فورتس
روبرتو فورتس (انگلیسی: Roberto Fortes؛ زادهٔ ۹ نوامبر ۱۹۸۴) بازیکن بسکتبال اهل آنگولا است.
وی در مسابقات کشوری و بین‌المللی در مجموع برندهٔ ۱ مدال طلا، ۱ مدال نقره شده‌است.